# Bataille du Bach Dang (1288)
Pour la bataille de 939, voir Bataille du Bạch Đằng.

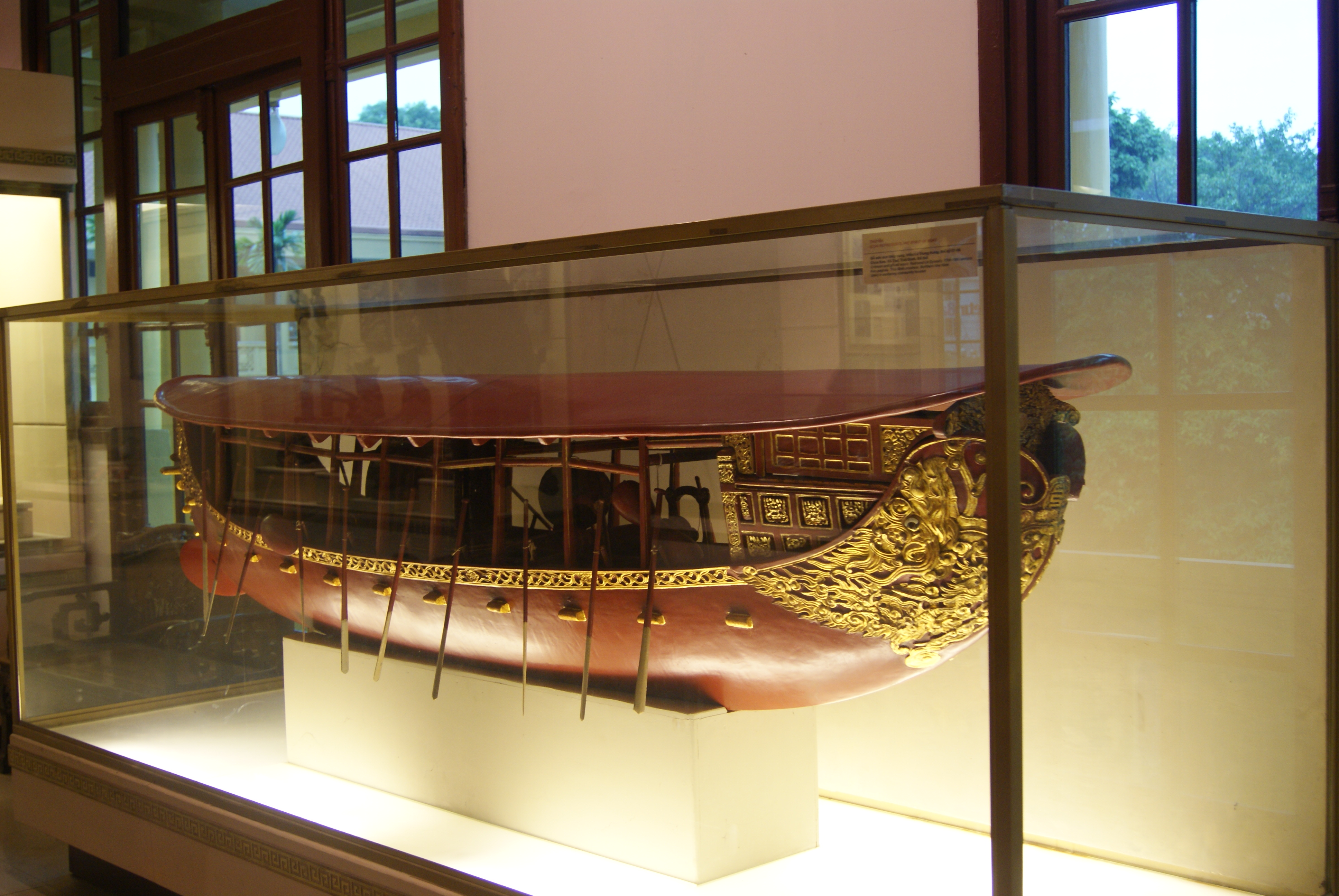
Maquette d'un navire de guerre par Dai Viet. Montré dans la pagode Keo, province de Thái Bình, Việt Nam.

La bataille du Bach-Dang est livrée le 9 avril 1288 sur la rivière Bạch Đằng (en) pendant la troisième invasion mongole du Viêt Nam (1287-1288). Elle voit la destruction par les Vietnamiens de la flotte sino-mongole de la dynastie Yuan au même endroit et dans des conditions identiques à celles qui avait vu l'anéantissement d'une flotte chinoise en 939. 

## Situation
En 1288, après l'évacuation de la capitale Thăng Long (aujourd'hui Hanoï), le Đại Việt, ou Grand commandeur Trần Hưng Đạo décide de lancer une offensive contre les Mongols au niveau de la rivière Bạch Đằng.
La rivière Bạch Đằng traverse les districts de Yen Hung (dans la province du Quảng Ninh) et de Thuy Nguyen (à Haï Phong) avant d'atteindre la mer. C'était là qu'avait eu lieu en 938 la bataille de Ngô Quyền qui avait opposé les vietnamiens aux Han du Sud.
Dès le mois de mars, Trần Hưng Đạo se prépara sur le futur champ de bataille. Il adopta la même tactique que celle qui avait permis à Ngô Quyền de vaincre les Chinois trois cents ans auparavant : il étudia le mouvement des marées et fit établir un dispositif de pieux plantés sous l'eau, en préparant des scénarios d'embuscades correspondant à chaque zone stratégiquement exploitable par ses troupes.

## La bataille
Les Mongols déjà présents à Thăng Long souffraient de graves problèmes d'approvisionnement et d'une pénurie de nourriture. Sans nouvelles de la flotte de soutien commandée par le prince Toghan, qui se trouvait lui-même en mauvaise posture au point d'ordonner le retrait à ses troupes jusqu'à Vạn Kiếp, ils étaient désavantagés tant au niveau géographique qu'au niveau militaire : d'un côté le paysage marécageux empêchait l'emploi efficace de la cavalerie légère, la principale source de leurs victoires en plaine, de l'autre les troupes vietnamiennes, majoritairement composées de paysans, connaissaient bien mieux le terrain et les conditions de combat dans ce milieu, ce qui les désavantageait pour la bataille qui s'annonçait.
Entre-temps[Quand ?] l'armée du Đại Việt entama une grande offensive qui permit aux Vietnamiens de reprendre un grand nombre de villages occupés par les Mongols.
Des groupes de partisans laissés volontairement à l'arrière avaient l'ordre de harceler de nuit les troupes d'invasion et d'attaquer leurs lignes d'approvisionnement, ce qui avait contribué aux pénuries. Le succès de ces groupes mobiles fut tel qu'il contraignit Toghan à scinder son armée en deux puis à quitter définitivement le Viêt Nam : près d'un quart des armées d'invasion avait alors quitté le pays.
Début avril, la flotte de soutien conduite par Omar et escortée par des troupes d'infanterie tenta également de regagner la Chine le long de la rivière Bạch Đằng, subissant attaques sur attaques, et en dépit de la destruction des routes et des ponts, les Mongols la rejoignirent finalement, ce qui obligea la modeste flottille vietnamienne à entamer un retrait.
Cet épisode encouragea les Mongols à poursuivre les troupes du Đại Việt, dans l'idée que celles-ci ne devaient guère être plus que les débris de l'armée ayant quitté Thăng Long ; ainsi les 2 armées arrivèrent-elles au champ de bataille préarrangé par les Vietnamiens. La flotte mongole s'engagea dans sa totalité, profitant de la largeur du fleuve. C'est à ce moment précis que des milliers de petites embarcations apparurent depuis les marais des 2 côtés, transpercèrent la première ligne de navires avant de briser complètement sa formation de combat initiale.
La violence et la survenue si brutale de l'attaque incitèrent les Mongols à regagner la mer de façon désorganisée, mais leurs navires s'empalèrent sur les pieux installés par les troupes du Đại Việt : la plupart se brisèrent et coulèrent sous le choc, les autres furent incendiés par les occupants des petites embarcations qui regagnaient aussitôt les marais. Les soutiens d'infanterie furent dans le même temps surpris et massacrés par les troupes du roi Trần et du général Trần Hưng Đạo.
La flotte fut finalement entièrement détruite et Omar capturé.
Au même moment, l'armée du Đại Việt, après d'incessantes attaques, met en pièces l'armée de Toghan en retraite qui traverse Lạng Sơn. Toghan prend le risque de faire un détour par la forêt afin de regagner la Chine avec quelques centaines de combattants seulement.

## Conséquences
La bataille de Bach Dang est encore connue aujourd'hui dans l'histoire militaire vietnamienne comme la plus grande victoire jamais remportée. Le Viêt Nam et le Japon sont les seuls pays au monde à avoir repoussé toutes les tentatives d'invasion des hordes mongoles (au nombre de trois). La bataille de Bach Dang marque ainsi la fin de la poussée mongole dans le Sud-Est asiatique, et par la suite les troupes mongoles ne franchiront plus jamais le Gong Chay.

## Sources
- Nicolas Regaud et Christian Lechervy, Les Guerres d'Indochine : du Xe au XXe siècle, Paris, Presses universitaires de France, coll. « Que sais-je? » (no 3050), 1996, 127 p. (ISBN 978-2-13-047378-7) ;
- Lê Đình Thông, La Marine vietnamienne avant l'arrivée des Français, Marins et Océans III.  Economica, Paris 1992.